# Chance futsal liga 2015/2016
V soubojích 24. ročníku 1. české futsalové ligy 2015/16 (sponzorským názvem Chance futsal liga) se utkalo v základní části 12 týmů dvoukolovým systémem podzim - jaro. Do vyřazovací částí postoupilo prvních osm týmů v tabulce. Nováčky soutěže se staly týmy SK Interobal Plzeň (vítěz 2. ligy – sk. Západ) a FC Rádio Krokodýl Brno (vítěz 2. ligy – sk. Východ).
Týden před zahájením soutěže se odhlásilo mužstvo FC Balticflora Teplice, a to kvůli špatné finanční situaci po ukončení minulého ročníku. Dodatečně je pak nahradilo mužstvo České Lípy, které skončilo minulou sezónu na 2. místě ve druhé lize – sk. Západ.
Vítězem základní části soutěže se stal tým FK ERA-PACK Chrudim. Sestupujícími se po ukončení základní části měli stát FC Démoni Česká Lípa a FK Kladno, ovšem kvůli odhlášení Rádia Krokodýl Brno z ligové soutěže se nakonec Česká Lípa dodatečně zachránila. Těsně před těmito události bylo ohlášeno ukončení činnosti dalšího brněnského oddílu, a to bývalého vicemistra Tanga. Klub se totiž po sezóně přesunul do Hodonína, kde se sloučil s druholigovou Duklou Hodonín. Vítězem soutěže se stal tým FK ERA-PACK Chrudim, který ve finále porazil tým FC Benago Zruč nad Sázavou 3:0 na zápasy.

## Kluby podle krajů
- Praha (2): SK Slavia Praha, AC Sparta Praha
- Středočeský (2): FK Kladno, FC Benago Zruč nad Sázavou
- Plzeňský (1): SK Interobal Plzeň
- Liberecký (1): FC Démoni Česká Lípa
- Královéhradecký (1): MADOS MT Hradec Králové
- Pardubický (2): FK ERA-PACK Chrudim, 1. FC Nejzbach Vysoké Mýto
- Jihomoravský (3): Helas Brno, FC Rádio Krokodýl Brno, FC Tango Brno

## Základní část
Zdroj: 
| Poř. | Tým                        | Z  | V  | R | P  | VG  | OG  | B  |
| ---- | -------------------------- | -- | -- | - | -- | --- | --- | -- |
| 1.   | FK ERA-PACK Chrudim        | 22 | 21 | 0 | 1  | 162 | 26  | 63 |
| 2.   | FC Benago Zruč nad Sázavou | 22 | 19 | 2 | 1  | 151 | 68  | 59 |
| 3.   | SK Slavia Praha            | 22 | 14 | 1 | 7  | 87  | 74  | 43 |
| 4.   | 1. FC Nejzbach Vysoké Mýto | 22 | 10 | 4 | 8  | 86  | 76  | 34 |
| 5.   | AC Sparta Praha            | 22 | 11 | 0 | 11 | 86  | 81  | 33 |
| 6.   | SK Interobal Plzeň         | 22 | 10 | 3 | 9  | 93  | 84  | 33 |
| 7.   | FC Rádio Krokodýl Brno     | 22 | 9  | 3 | 10 | 69  | 68  | 30 |
| 8.   | FC Tango Brno              | 22 | 8  | 4 | 10 | 65  | 87  | 28 |
| 9.   | MADOS MT Hradec Králové    | 22 | 7  | 2 | 13 | 77  | 93  | 23 |
| 10.  | Helas Brno                 | 22 | 6  | 2 | 14 | 55  | 92  | 20 |
| 11.  | FC Démoni Česká Lípa       | 22 | 3  | 2 | 17 | 67  | 166 | 11 |
| 12.  | FK Kladno                  | 22 | 2  | 1 | 19 | 43  | 126 | 7  |

Poznámky
- Z = Odehrané zápasy; V = Vítězství; R = Remízy; P = Prohry; VG = Vstřelené góly; OG = Obdržené góly; B = Body
- Tango Brno se po sezóně přestěhovalo do Hodonína, kde se sloučilo s druholigovou Duklou Hodonín.[5]
- Původně sestupující Česká Lípa se v lize dodatečně zachránila kvůli odhlášení Rádia Krokodýl Brno z nejvyšší soutěže.[4]

|  | Postup do vyřazovací části soutěže        |
|  | Mužstva se po sezóně ze soutěže odhlásila |
|  | Sestup do příslušné skupiny 2. ligy       |

## Vyřazovací část

### Pavouk
|  | Čtvrtfinále | Čtvrtfinále                | Čtvrtfinále |                            |   | Semifinále                 | Semifinále | Semifinále |  |  | Finále | Finále              | Finále |
|  |             |                            |             |                            |   |                            |            |            |  |  |        |                     |        |
|  | 1           | FK ERA-PACK Chrudim        | 3           |                            |   |                            |            |            |  |  |        |                     |        |
|  | 8           | FC Tango Hodonín           | 0           |                            |   |                            |            |            |  |  |        |                     |        |
|  | 8           | FC Tango Hodonín           | 0           |                            | 1 | FK ERA-PACK Chrudim        | 3          |            |  |  |        |                     |        |
|  |             |                            |             |                            | 1 | FK ERA-PACK Chrudim        | 3          |            |  |  |        |                     |        |
|  |             |                            | 4           | Nejzbach Vysoké Mýto       | 0 |                            |            |            |  |  |        |                     |        |
|  | 4           | Nejzbach Vysoké Mýto       | 4           | Nejzbach Vysoké Mýto       | 0 | 3                          |            |            |  |  |        |                     |        |
|  | 4           | Nejzbach Vysoké Mýto       |             |                            |   | 3                          |            |            |  |  |        |                     |        |
|  | 6           | AC Sparta Praha            | 2           |                            |   |                            |            |            |  |  |        |                     |        |
|  |             |                            |             |                            |   |                            |            |            |  |  | 1      | FK ERA-PACK Chrudim | 3      |
|  |             |                            | 2           | FC Benago Zruč nad Sázavou | 0 |                            |            |            |  |  |        |                     |        |
|  | 2           | FC Benago Zruč nad Sázavou | 3           |                            |   |                            |            |            |  |  |        |                     |        |
|  | 7           | FC Rádio Krokodýl Brno     | 0           |                            |   |                            |            |            |  |  |        |                     |        |
|  | 7           | FC Rádio Krokodýl Brno     | 0           |                            | 2 | FC Benago Zruč nad Sázavou | 3          |            |  |  |        |                     |        |
|  |             |                            |             |                            | 2 | FC Benago Zruč nad Sázavou | 3          |            |  |  |        |                     |        |
|  |             |                            | 3           | SK Slavia Praha            | 1 |                            |            |            |  |  |        |                     |        |
|  | 3           | SK Slavia Praha            | 3           | SK Slavia Praha            | 1 | 3                          |            |            |  |  |        |                     |        |
|  | 3           | SK Slavia Praha            |             |                            |   | 3                          |            |            |  |  |        |                     |        |
|  | 5           | SK Interobal Plzeň         | 1           |                            |   |                            |            |            |  |  |        |                     |        |

### Čtvrtfinále
| Tým A                      | Výsledek série | Tým B                  | Výsledky jednotlivých zápasů |
| -------------------------- | -------------- | ---------------------- | ---------------------------- |
| FK ERA-PACK Chrudim        | 3:0            | FC Tango Brno          | 5:0, 7:3, 6:2                |
| FC Benago Zruč nad Sázavou | 3:0            | FC Rádio Krokodýl Brno | 1:0, 3:2, 9:3                |
| SK Slavia Praha            | 3:1            | SK Interobal Plzeň     | 7:1, 2:10, 5:0, 6:1          |
| 1. FC Nejzbach Vysoké Mýto | 3:2            | AC Sparta Praha        | 3:2, 3:1, 0:4, 2:3, 8:7      |

### Semifinále
| Tým A                      | Výsledek série | Tým B                      | Výsledky jednotlivých zápasů |
| -------------------------- | -------------- | -------------------------- | ---------------------------- |
| FK ERA-PACK Chrudim        | 3:0            | 1. FC Nejzbach Vysoké Mýto | 8:3, 7:0, 6:2                |
| FC Benago Zruč nad Sázavou | 3:1            | SK Slavia Praha            | 4:3, 2:7, 3:1, 12:7          |

### Finále
| Tým A               | Výsledek série | Tým B                      | Výsledky jednotlivých zápasů |
| ------------------- | -------------- | -------------------------- | ---------------------------- |
| FK ERA-PACK Chrudim | 3:0            | FC Benago Zruč nad Sázavou | 6:4, 9:5, 7:5                |

## Vítěz
| Chance futsal liga 2015/16 FK ERA-PACK Chrudim (12. titul) |